# 侯建国
侯建国（1959年10月29日—），男，汉族，福建福清人，生于福建平潭。中华人民共和国化学家，中国科学院院士，第三世界科学院院士。现任中国科学院党组书记、院长，中国共产党第十九届、二十届中央委员会委员。曾任中国科学技术大学副校长、校长，第十一届全国人大常委会委员，科学技术部副部长，中共广西壮族自治区党委副书记，国家质检总局党组书记、副局长等职。

## 生平
1959年10月29日，侯建国生于福建省平潭县。
1976年10月，侯建国进入福建省福清县轻工机械厂工作。1978年，在中国科学技术大学物理系晶体专业学习。1982年在中国科学技术大学就读固体物理专业硕士研究生、基础物理中心固体物理专业博士研究生，获得凝聚态物理专业博士学位。1985年12月加入中国共产党。1989年至1995年，先后在前苏联科学院结晶学研究所电镜实验室、中国科学院福建物质结构研究所、美国柏克萊加州大學、美国俄勒冈州立大学化学系从事科学研究工作。
1995年，任中国科学技术大学教授，先后任中国科学院结构分析重点实验室主任、中国科学技术大学理化科学中心主任。2000年，任中国科学技术大学副校长。2001年9月，任中国科学技术大学校友总会会长。2003年11月，当选为中国科学院院士。2004年8月，兼任合肥微尺度物质科学国家实验室（筹）常务副主任。2004年11月，当选为第三世界科学院院士。2005年9月，任中国科学技术大学常务副校长。2008年9月，任中国科学技术大学校长。
2015年1月24日，侯建国进入政界，任中华人民共和国科技部副部长。2016年11月2日，任中共广西壮族自治区党委专职副书记。2017年6月1日，升任国家质量监督检验检疫总局党组书记、副局长。2018年3月，中共中央实行深化党和国家机构改革，原质检总局、工商总局、药监总局合并，成立国家市场监督管理总局。质检总局撤销后，没有在新的市场总局任职的侯建国回到中科院，出任党组副书记、副院长（正部长级）。两年零七个月后，2020年11月，中共中央决定侯建国任中国科学院党组书记。随后，他升任中国科学院第七任院长。

## 家庭
- 儿子：侯致远，在2009年以高考611分的成绩被中国科技大学通过“自主招生”录取，而中国科大该年在安徽省招生最低投档线为668分（侯致远为安徽合肥一中的考生），引发争议。之后侯致远更被分到通常只收高考成绩名列前茅的学生的教学改革试验班。此事件曝光后，相关信息被封杀[6]。次年侯致远之后赴美国留学[7]，2016年回国即任中国科技大学背景的企业科大讯飞的总经理助理及投资专员，并在此期间兼职于2022年在中国人民大学取得人力资源硕士学位。